# Kosaku Masuda
Kosaku Masuda (増田 功作 Masuda Kosaku?, nacido el 30 de abril de 1976 en Saitama) es un exfutbolista japonés. Jugaba de centrocampista y su último club fue el FC Machida Zelvia de Japón.

## Trayectoria

### Clubes
| Club              | País  | Año         |
| ----------------- | ----- | ----------- |
| Verdy Kawasaki    | Japón | 1998        |
| Yokohama FC       | Japón | 1999 - 2004 |
| Sun Miyazaki      | Japón | 2005        |
| FC Machida Zelvia | Japón | 2005        |